# OXO (Computerspiel)
OXO (auch Noughts and Crosses) ist eines der ältesten Computerspiele und zudem bereits mit grafischer Darstellung. Es ist ein Tic-Tac-Toe-Spiel und wurde 1952 auf dem EDSAC von A. Sandy Douglas als seine Doktorarbeit entwickelt. Douglas promovierte an der Universität von Cambridge. Er hatte die Idee, OXO auf einem 35×16-Pixel-Bildschirm anzeigen zu lassen.
Gespielt wird gegen einen KI-gesteuerten Gegner. Der Spieler konnte bestimmen, wer den ersten Zug spielt (EDSAC / Spieler). Mittels eines mechanischen Telefonwahlgerätes konnte der Spieler auswählen, wo er seine Null oder sein Kreuz platzieren möchte. Das Spiel wurde fast ein Jahrzehnt vor Spacewar! programmiert, hatte aber dennoch keinen großen Erfolg, da keiner einen EDSAC besaß und man nur in der Universität OXO spielen konnte.

## Startbildschirm
```
9 8 7       NOUGHTS AND CROSSES
6 5 4               BY
3 2 1       A S DOUGLAS, C.1952

LOADING PLEASE WAIT...

EDSAC/USER FIRST (DIAL 0/1):

```

## Programmablauf
```
EDSAC/USER FIRST (DIAL 0/1):1
DIAL MOVE:6
DIAL MOVE:1
DIAL MOVE:2
DIAL MOVE:7
DIAL MOVE:9
DRAWN GAME...
EDSAC/USER FIRST (DIAL 0/1):

```